# Campostichomma
Campostichomma és un gènere d'aranyes araneomorfes de la família dels udúbids (Udubidae). Fou descrit per primera vegada per F. Karsch el 1892. Són endèmiques de Sri Lanka.
Una part important de les seves espècies, van ser moguts als gèneres Griswoldia (7 espècies) i Devendra (3 espècies). Aquest gènere, inicialment, formà part dels agelènids (Agelenidae). El 1967, va ser transferit als mitúrgids (Miturgidae), i el 1999, traspassat als zoròpsids (Zoropsidae). El 2015, entrà a formar part de la família dels udúbids (Udubidae).

## Taxonomia
Segons el World Spider Catalog de maig del 2018, s'accepten quatre espècies:
- Campostichomma alawala Polotow & Griswold, 2017 – Sri Lanka
- Campostichomma harasbedda Polotow & Griswold, 2017 – Sri Lanka
- Campostichomma manicatum Karsch, 1892 (espècie tipus) – Sri Lanka
- Campostichomma mudduk Polotow & Griswold, 2017 – Sri Lanka